# Kazimierz Jasiński
Kazimierz Jasiński (19 de agosto de 1946 — 25 de janeiro de 2012) foi um ciclista de estrada polonês. Competiu representando seu país, Polônia, nos Jogos Olímpicos de Verão de 1968 na Cidade do México.